# Dipartimento di Mankono
Il dipartimento di Mankono è un dipartimento della Costa d'Avorio situato nella regione di Béré, distretto di Woroba.
La popolazione censita nel 2014 era pari a 215.500 abitanti.
Il dipartimento è suddiviso nelle sottoprefetture di Bouandougou, Mankono, Marandallah, Sarhala e Tiéningboué.